# Limnophyes biuncus
Limnophyes biuncus är en tvåvingeart som först beskrevs av Jean-Jacques Kieffer 1924.  Limnophyes biuncus ingår i släktet Limnophyes och familjen fjädermyggor.
Artens utbredningsområde är Tyskland. Inga underarter finns listade i Catalogue of Life.